# 絮歇大道

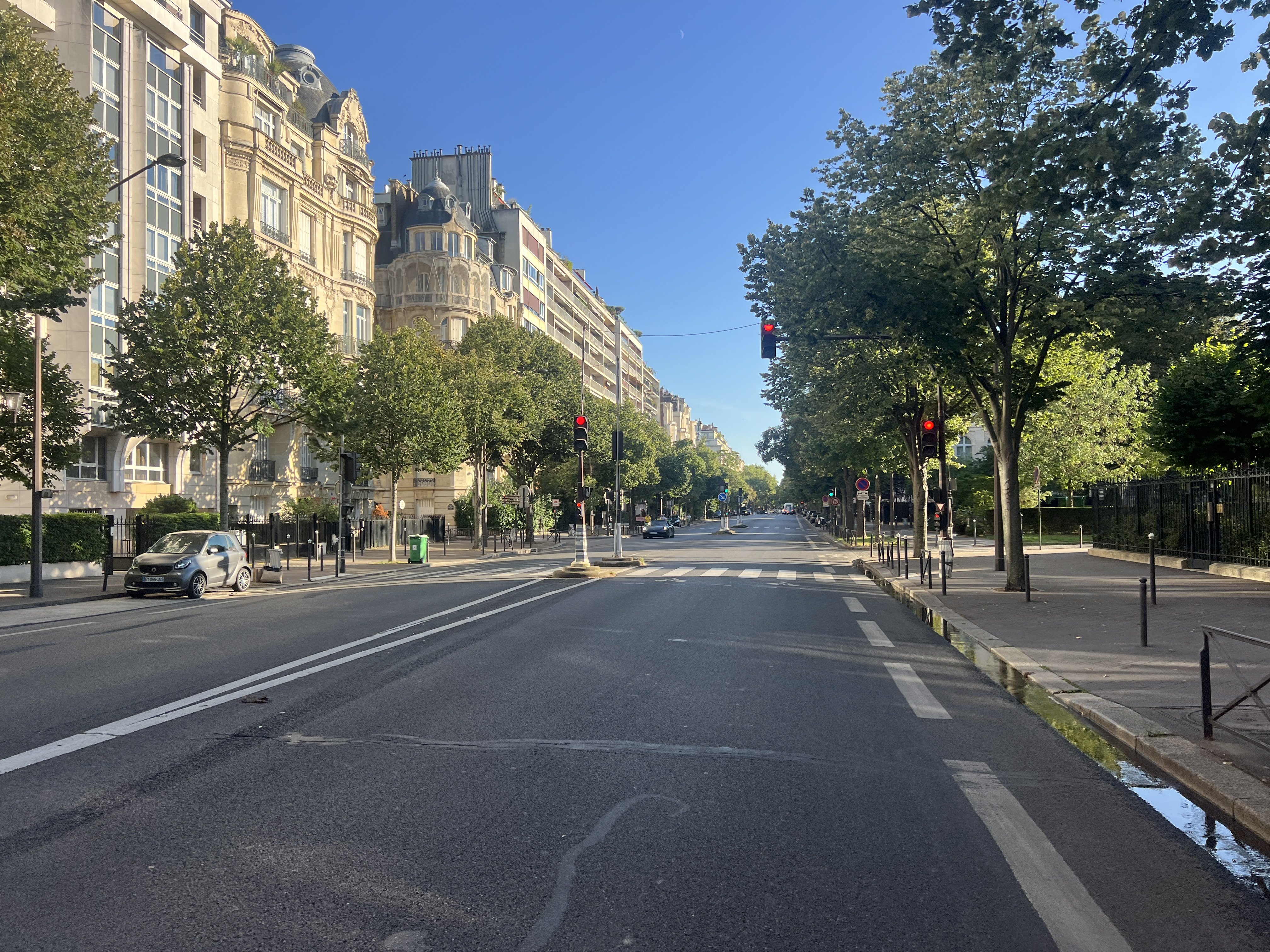
絮歇大道（2024年8月）

絮歇大道（Boulevard Suchet）是巴黎十六区的一条街道，為巴黎环城的元帅大道（boulevards des Maréchaux）的一部分。它始于亨利马丁大街（avenue Henri-Martin）、哥伦比亚广场（place de Colombie）1号，犬舍门（porte de la Muette），结束于奥特伊路（rue d'Auteuil）、奥特伊门（Porte-d'Auteuil），接缪拉大道（boulevard Murat）。长1700米，宽30米。

## 名称

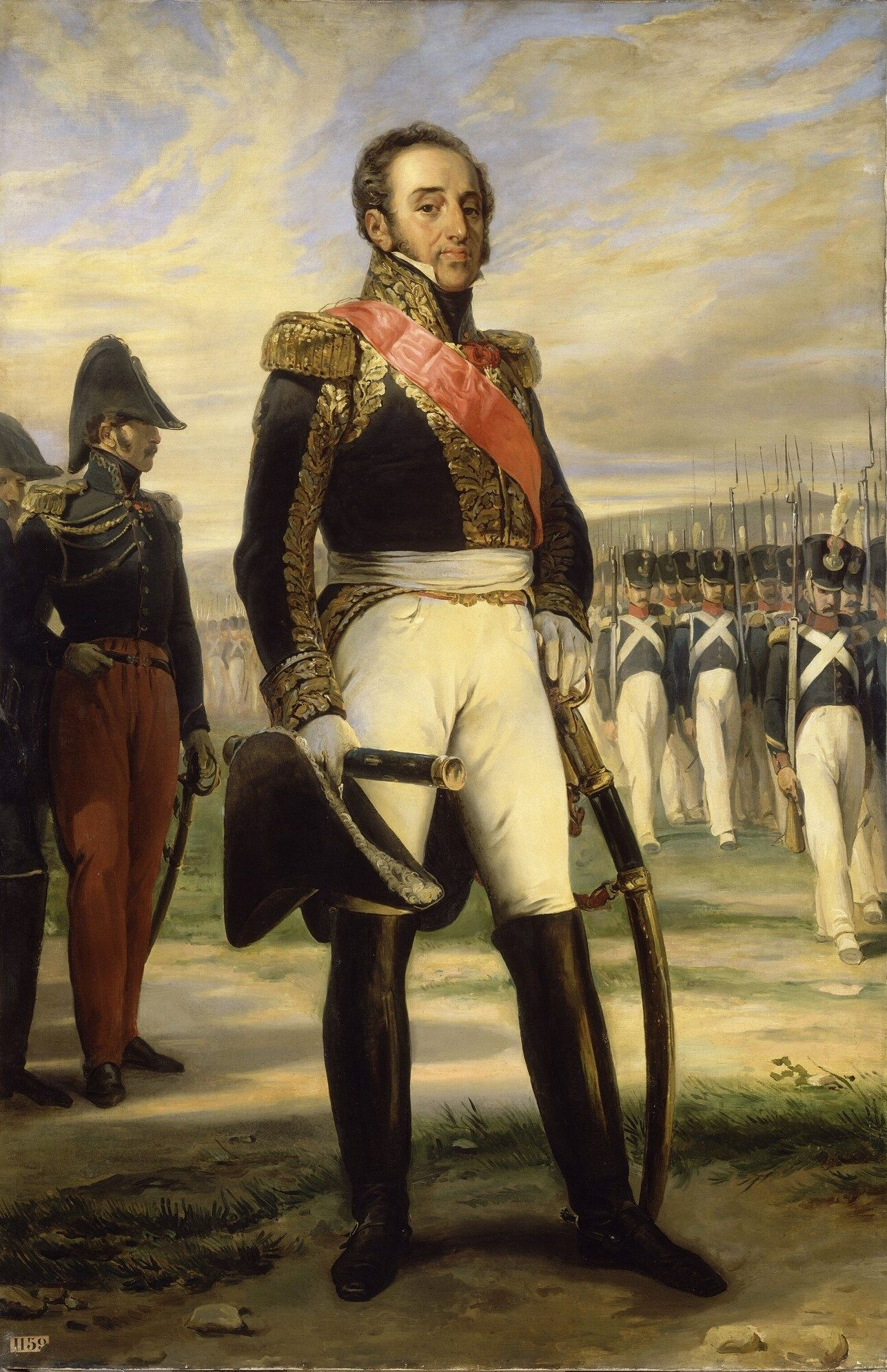
絮歇元帅

絮歇大道得名于法国元帅、阿尔布费拉公爵路易·加布里埃尔·絮歇 (Louis Gabriel Suchet，1770-1826)。

## 历史
絮歇大道是梯也尔城墙内环形道路的一段，命名于1864年。

## 建筑
- 瓦尔特大厦（immeubles Walter）：絮歇大道2-10号、莫努里元帅大街（avenue du Maréchal-Maunoury）1-9号、埃内斯特·赫贝尔特路 (Rue Ernest Hébert)2-4号和哥伦比亚广场1-3号。建于1930年代的豪华建筑。
- 22号：摩纳哥驻法国大使馆
- 24号[3].
- 38号：白俄罗斯驻法国大使馆
- 43号[4]
- 48号：马来西亚驻法国大使馆
- 53号
- 沿絮歇大道有若干形状相似的花园广场，从北到南是：square des écrivains-Combattants-Morts-pour-la-France（在22号与24号之间）、square Henri-Bataille、托尔斯泰广场（square Tolstoï ）和square Alfred-Capus。

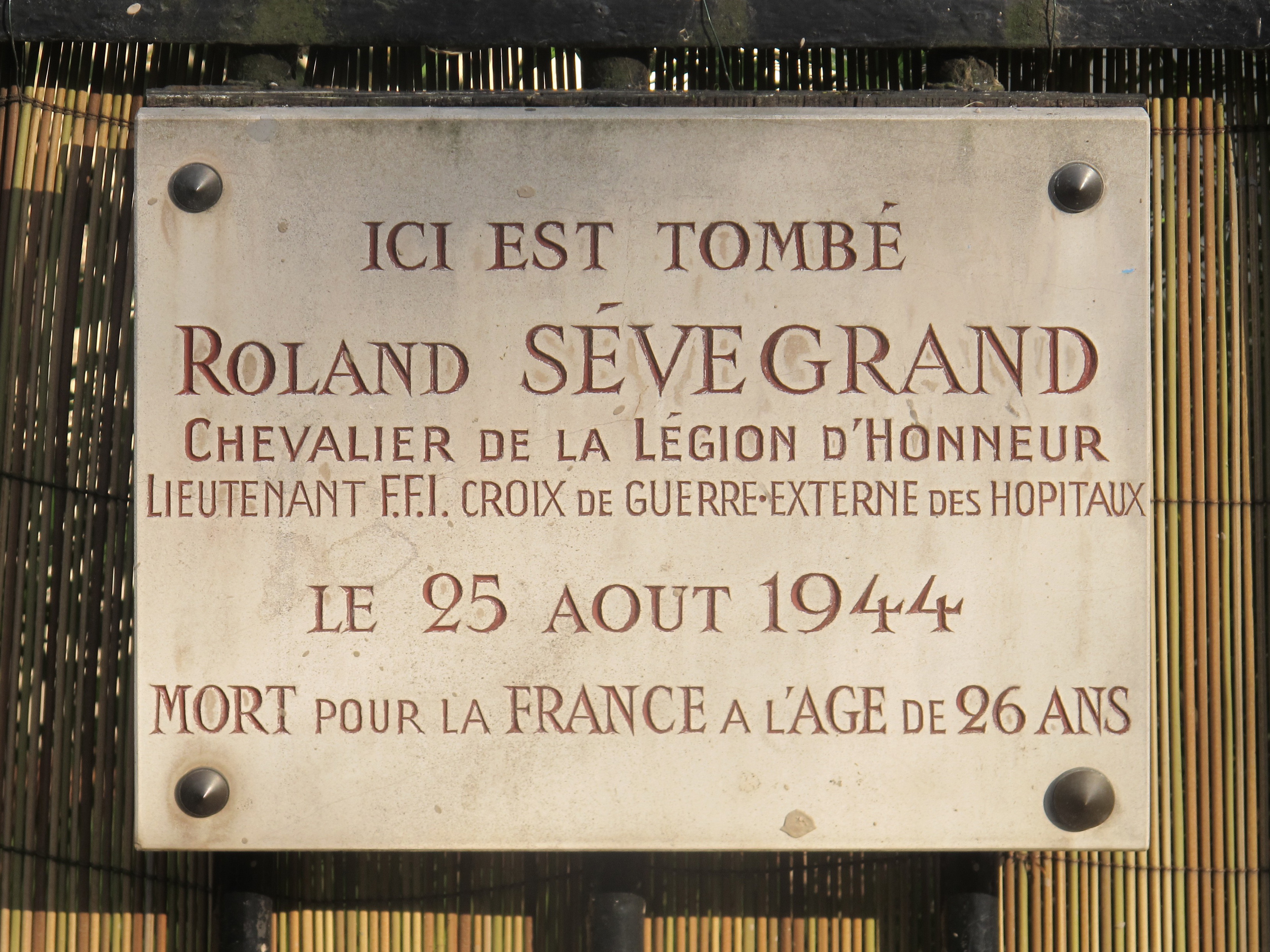
絮歇大道43号
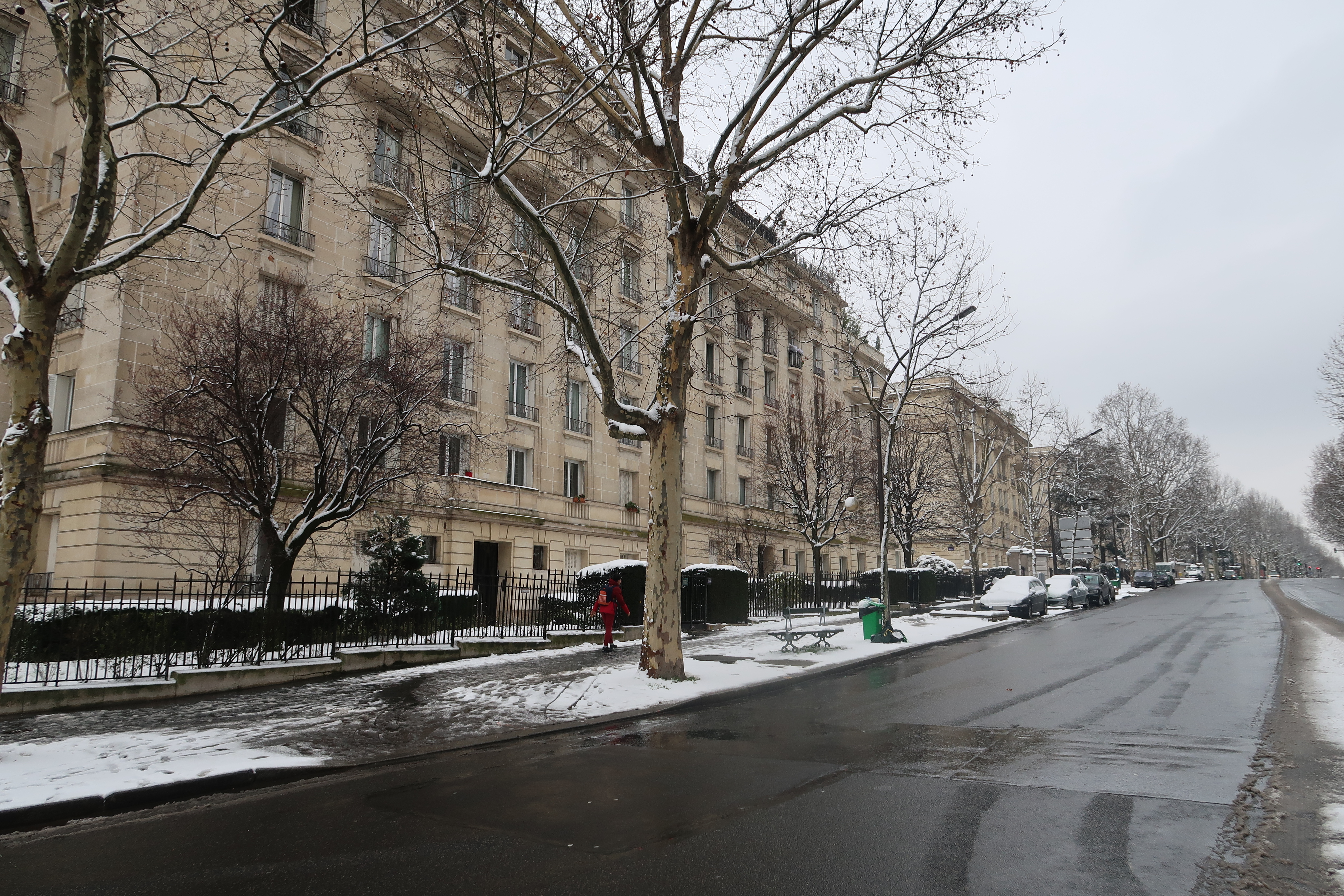
絮歇大道
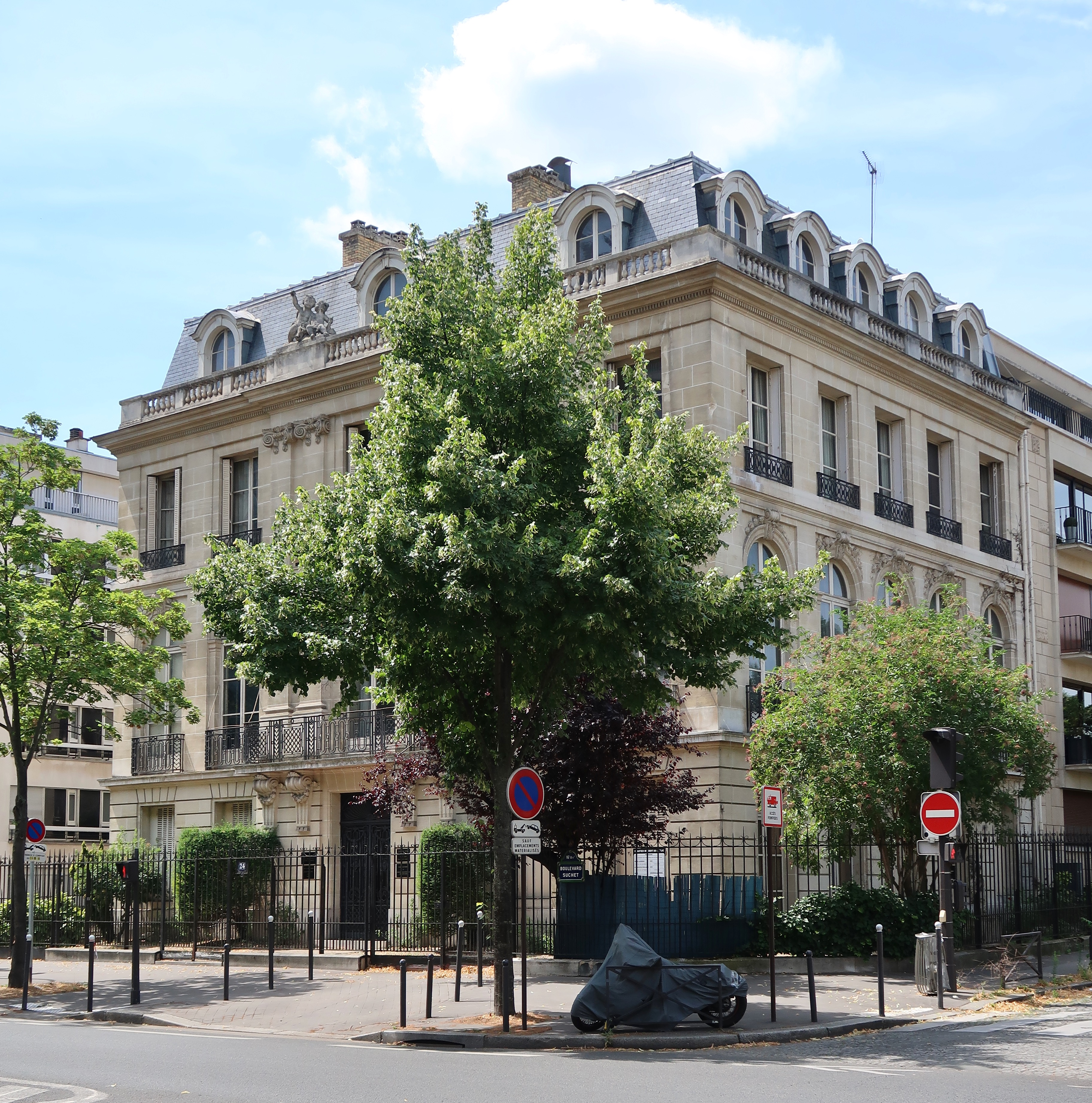
絮歇大道24号
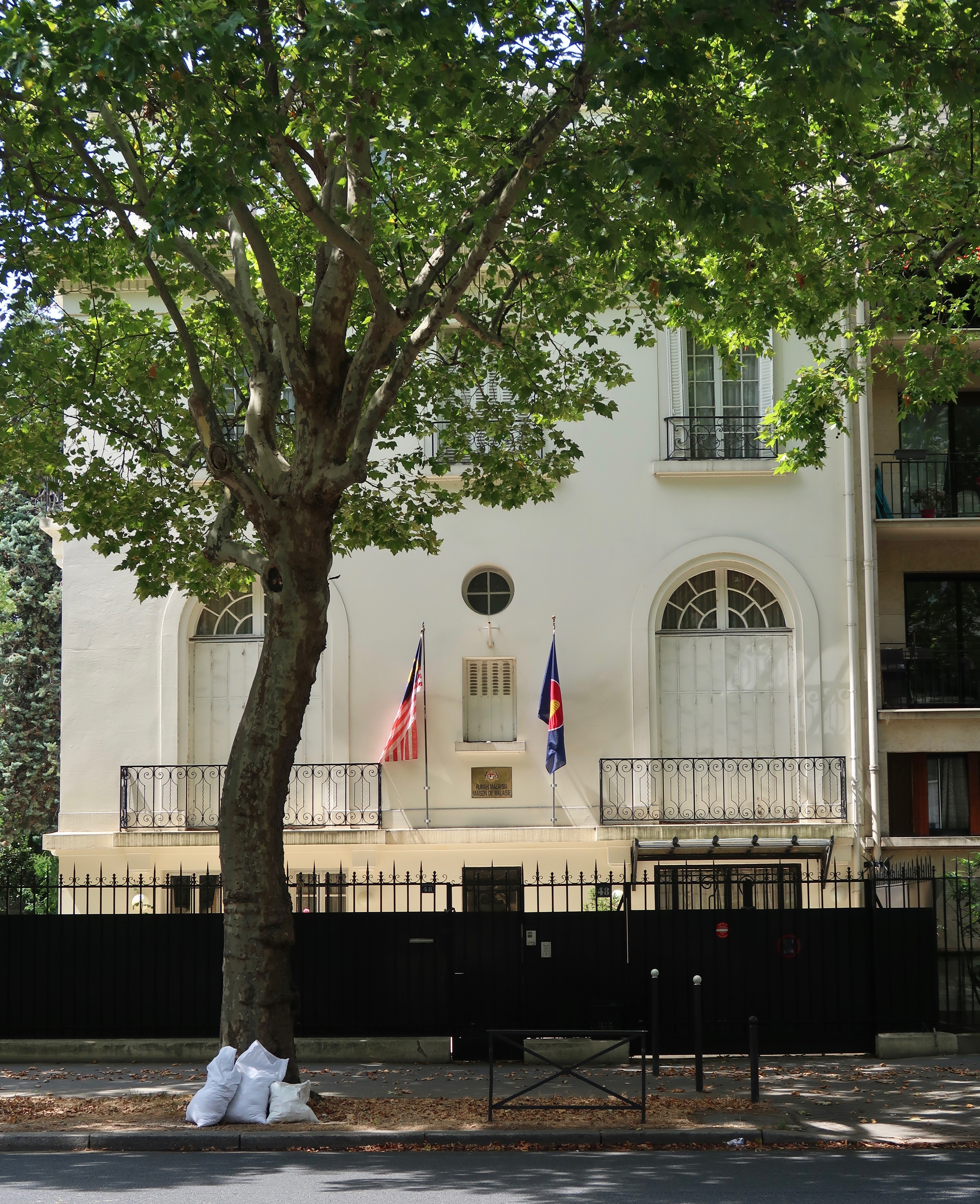
絮歇大道48号，马来西亚驻法国大使馆
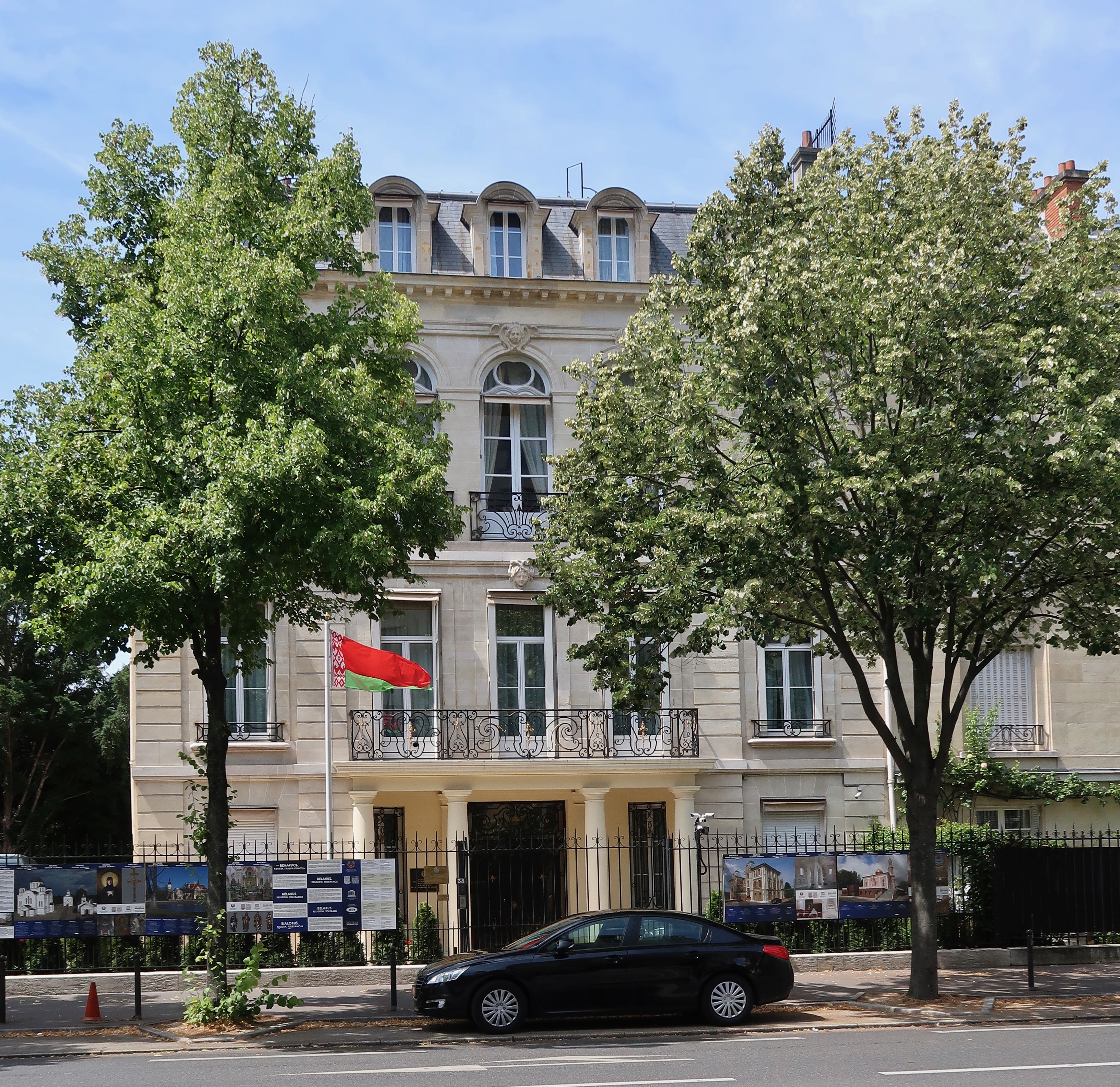
絮歇大道38号，白俄罗斯驻法国大使馆
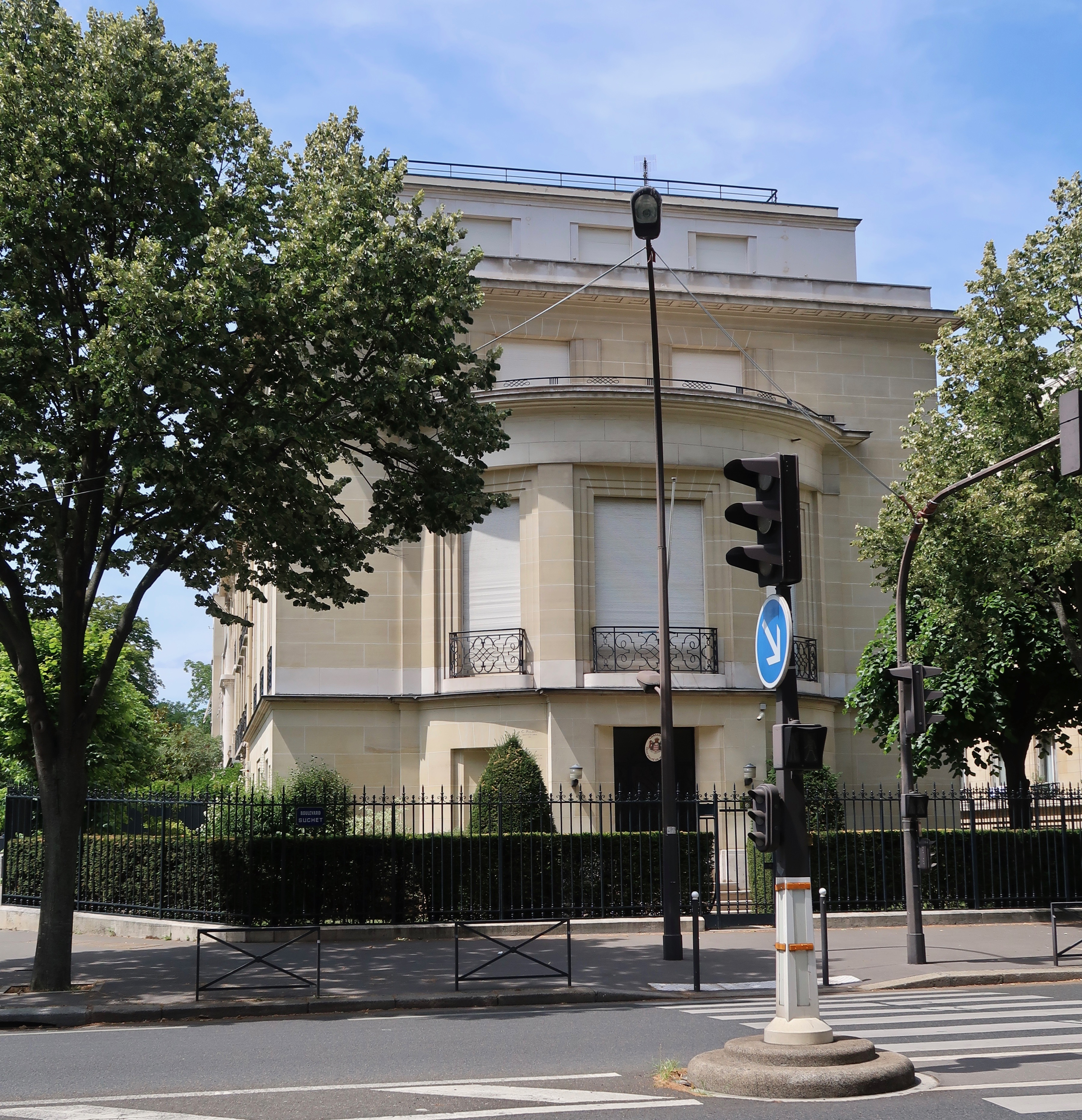
絮歇大道22号，摩纳哥驻法国大使馆
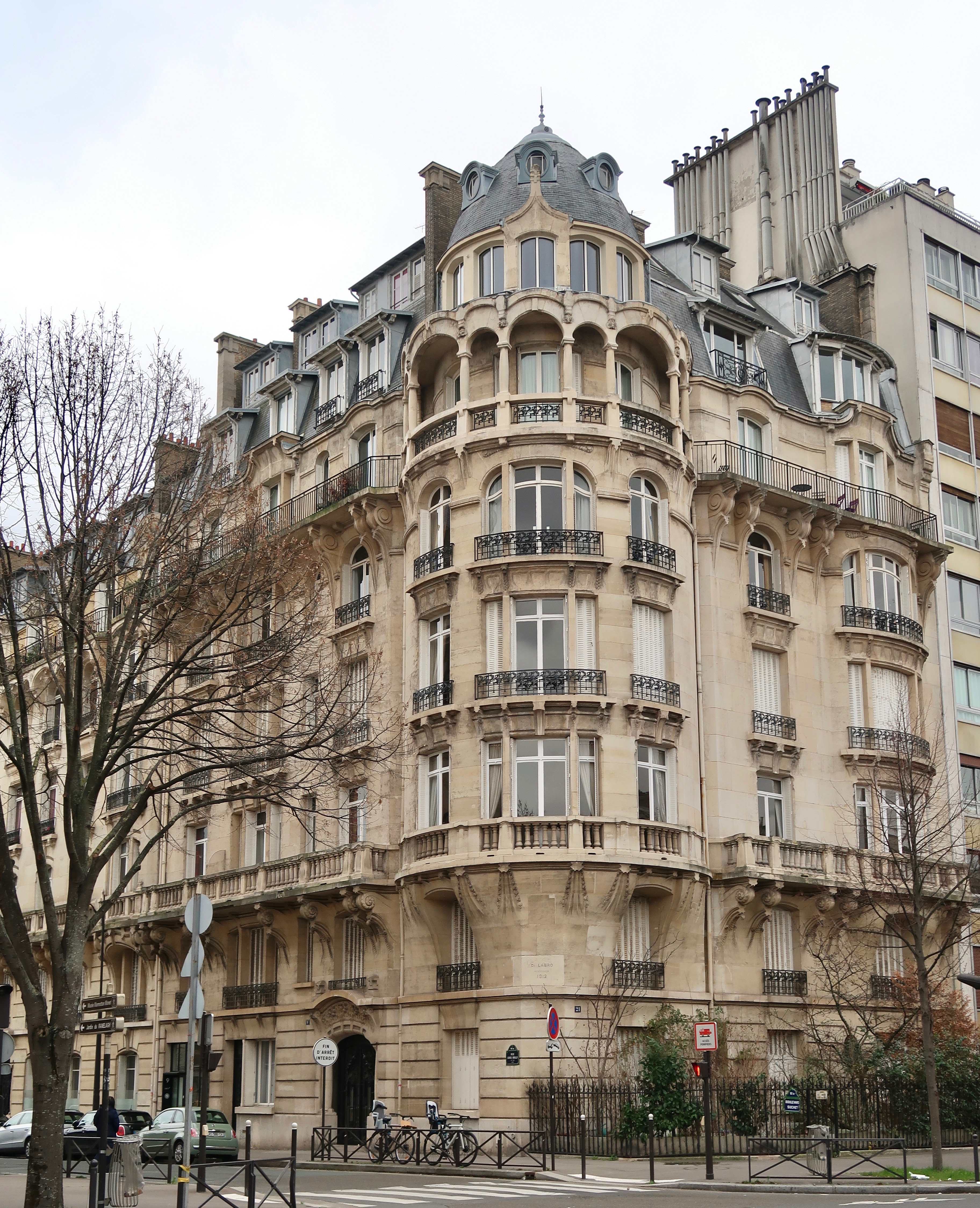
絮歇大道21号
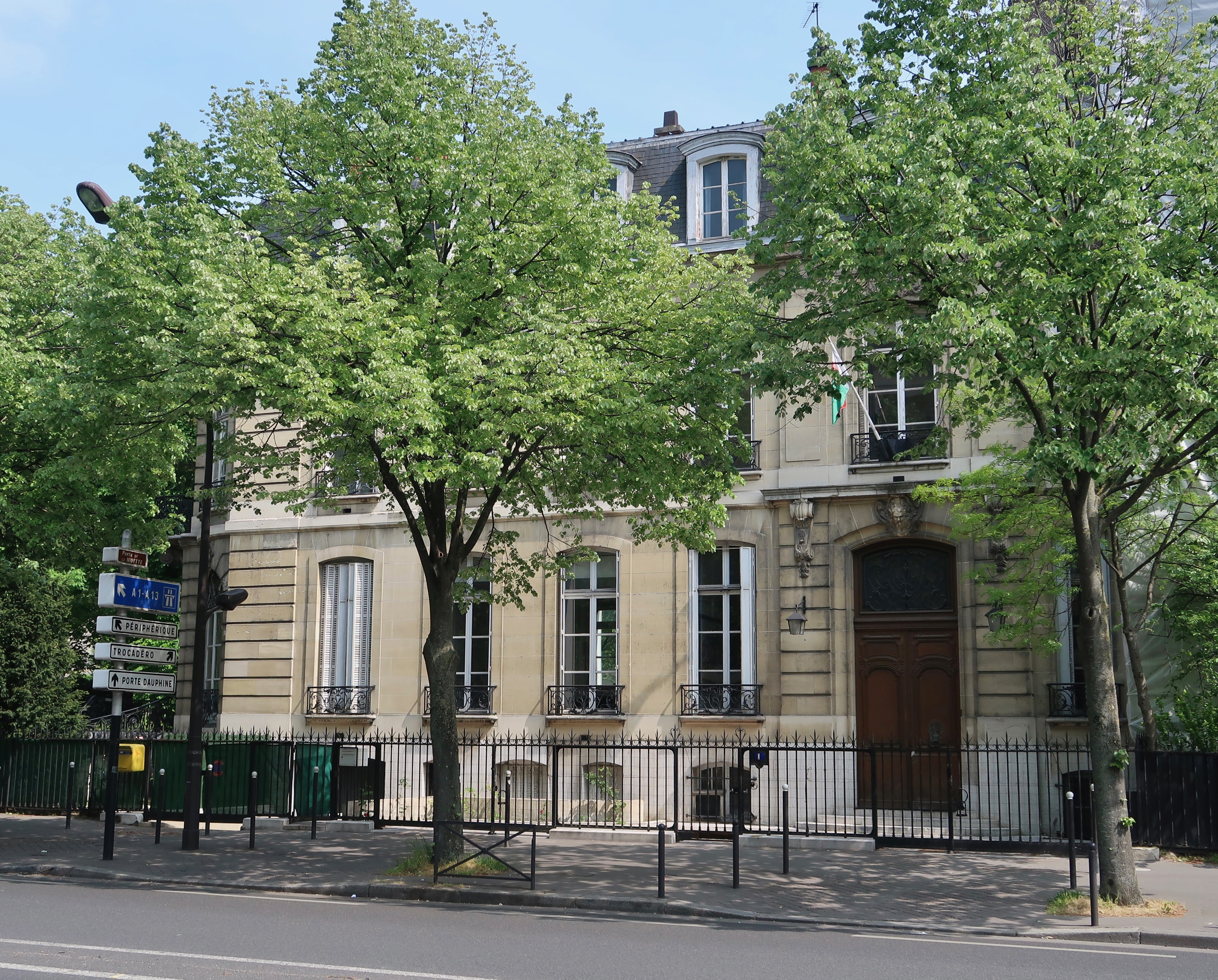
絮歇大道1号，马达加斯加驻法国大使馆
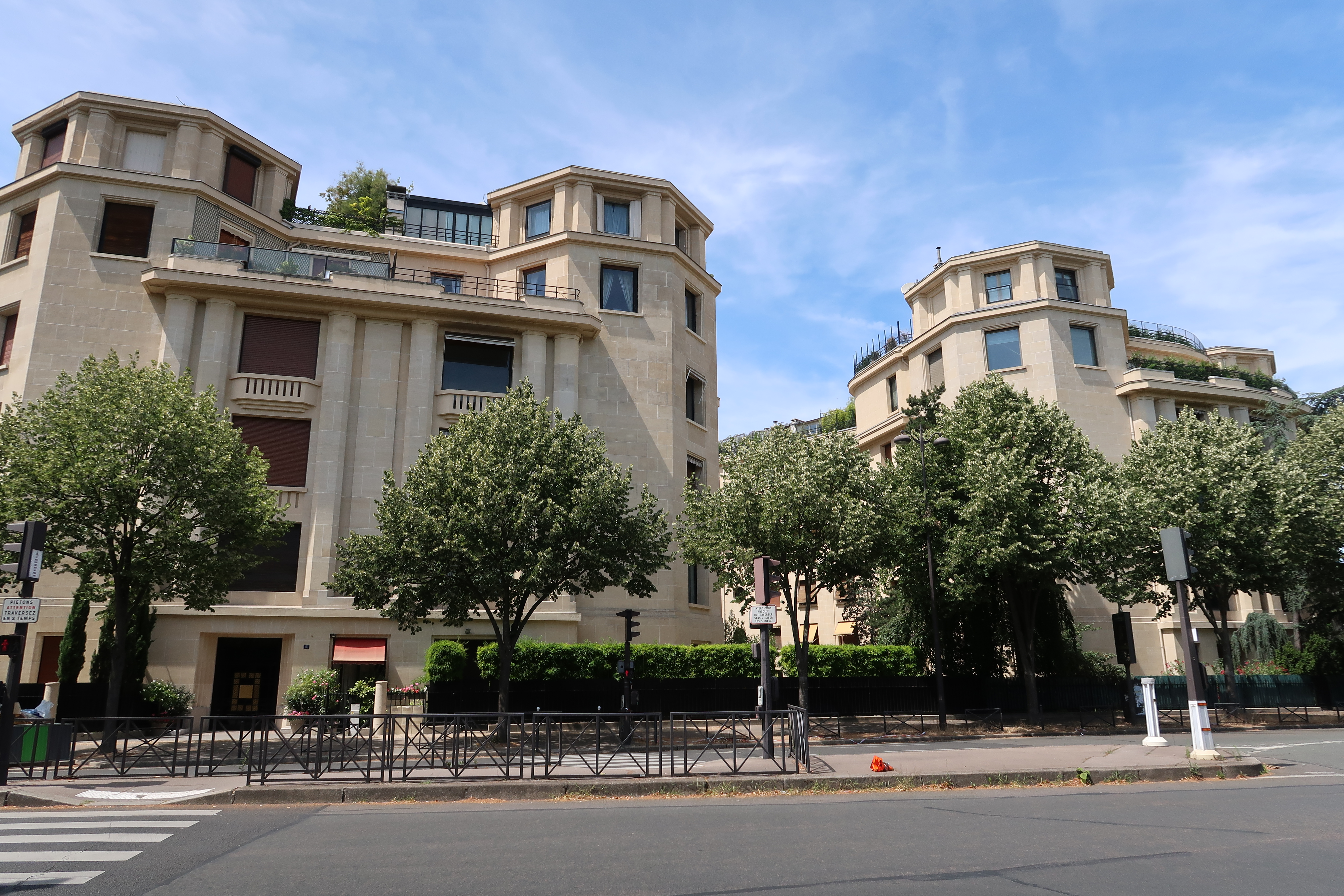